# Groote Molenbeek
De Groote Molenbeek (ook: Grote Molenbeek) is een middelgrote laaglandbeek in het noorden van de Nederlandse provincie Limburg. Hij stroomt tussen Grashoek en Wanssum. Het is de langste en waterrijkste beek van Noord-Limburg. Zonder zijtakken is ze ongeveer 32 km lang. Het stroomgebied omvat ongeveer 18.000 ha.

## Geschiedenis
Het begin van de beek ligt bij Grashoek aan de rand van de Peel, vroeger een moerasgebied. In de jaren 1930 werd de kronkelende beek gekanaliseerd. Tegelijkertijd werd de bedding, om sneller water af te kunnen voeren, verbreed en uitgediept. De totale lengte van de beekloop werd van 36 km teruggebracht tot circa 29 km. In de tweede helft van de twintigste eeuw ging de waterkwaliteit door overvloedig gebruik van kunstmest en pesticiden in de landbouw sterk achteruit. Door het inlaten van voedselarm Maaswater – via het kanaal van Wessem naar Nederweert, de Noordervaart en een aftakking van de Helenavaart – kon de beek zich herstellen. Vanaf het jaar 2000 kregen grote delen van de beek weer een slingerende loop.

### Naam
De Groote Molenbeek heette voor 1850 zeer waarschijnlijk De Meir. De plaatsnaam Meerlo lijkt daar een aanwijzing voor. Pas later, na aanleg van watermolens, is de naam veranderd in Groote Molenbeek. Zo lag in Horst nabij de Tienrayseweg een dubbele watermolen, bij Tienray een graanmolen, bij Elshout een olieslagmolen, een houten graanmolen bij het kasteelke in Meerlo en dan nog de bovenste molen en de onderste molen (richting Maas) in Wanssum.

## Loop
De Groote Molenbeek begint in Grashoek op een hoogte van ongeveer 35 meter en stroomt naar het noordoosten richting snelweg A67. Noordelijk van de snelweg sluit een afwatering van de Mariapeel, De Graskuilen, aan op de beek. Oostwaarts gaat het verder, langs de Schatberg richting Sevenum. Hier mondt de Blakterbeek uit in de beek. Vervolgens stroomt de beek onder de spoorlijn Venlo - Eindhoven door en door 't Ham naar Horst. Daar stroomt de beek enkele kilometers langs snelweg A73 en na Horst maakt de beek een bocht naar het oosten. Via Tienray en Meerlo stroomt hij verder richting Wanssum, waar via de Wanssumse haven op een hoogte van ongeveer 12 meter boven NAP de Maas wordt bereikt.

## Natuur
Vanaf de Schatberg in de richting Sevenum strekt zich over een lengte van ruim drie kilometer een ruim 200 ha groot en langgerekt natuurgebied uit van Staatsbosbeheer dat de naam Molenbeekdal kreeg. Het deels beschermde beekdal is smal en vrij diep met plaatselijk zwaar elzenbroek, populierenbos en kleinschalige landschappen met natte strooiselruigten en bloemrijke natte graslanden. Als herinnering aan het oorspronkelijk kleinschalige landschap worden houtwallen en andere kleine landschapselementen in stand gehouden of opnieuw ingericht. Nadat de waterkwaliteit van de beek verbeterde heeft de visstand zich kunnen herstellen, in 2023 omvatte ze een dertigtal verschillende soorten.
In het beekdal is een aantal wandelroutes uitgezet.